# 白雪公主 (迪士尼)
白雪公主是改編自格林兄弟虛構童話人物的角色，亮相於華特迪士尼影業的首部動畫長片《白雪公主》（1937年）中。該角色由阿德里亚娜·卡塞洛蒂配音。
白雪公主是迪士尼首位公主角色，也是首位在好萊塢星光大道上擁有星形紀念標誌的虛構女性角色。她被譽為「世上最美麗的人」，並且影響了後續的迪士尼女主角，延續了擅長歌唱及與動物交流等特質。

## 開發

### 構思和創作

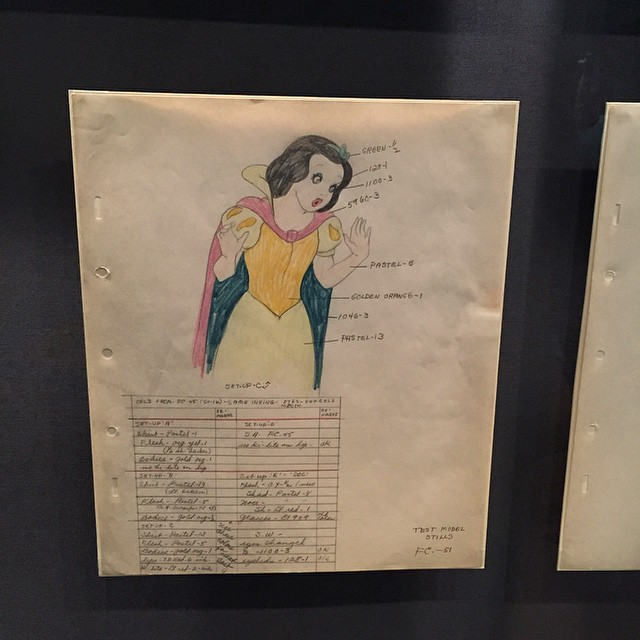
白雪公主早期的概念設計圖。

在白雪公主的角色創作初期，動畫師畫出了一些與贝蒂娃娃相似的草圖，這些草圖顯得過於卡通化，並未達到華特·迪士尼的預期。華特希望白雪公主這一角色更具真實感和人性，因此他選擇了漢密爾頓·呂斯克作為該角色的主動畫師，要求角色的表現比以往任何角色都要更具現實感，對於迪士尼來說是一個全新的挑戰。白雪公主的形象靈感來自於女演員克劳黛·考尔白和珍妮·蓋諾，另外，無聲電影女星玛丽·毕克馥也被認為是可能的靈感來源。
在角色設計過程中，動畫師雷斯·克拉克曾為《糊塗交響曲》動畫短片《春天女神》開發珀耳塞福涅的設計，並探索了模仿人類動作的技術。後來，克拉克回憶道：「我確信華特當時是在考慮白雪公主。」儘管在《春天女神》中，角色的表現顯得有些呆板且缺乏個性，但模仿現實人類運動和解剖的實驗繼續進行，並被應用於後來《白雪公主》的動畫開發過程中。隨著角色設計的不斷完善，白雪公主和皇后的角色最終由格里姆·纳特威克、諾姆·費格森和查理·索爾森等人進行了細緻的修整，並經常會推翻華特·迪士尼的指示。
為了進一步提高角色的現實感，迪士尼大範圍使用了實景拍攝來參考角色的動作。年輕舞者瑪吉·錢皮恩成為了白雪公主的真人模特兒，錢皮恩的動作成為動畫師們創作過程中的重要參考。漢密爾頓·盧斯克指導她拍攝了多個動作場景，並將這些影像轉化為動畫。動畫師奧利·約翰斯頓後來回憶道：「漢姆在拍攝實景時的精心規劃和安排，總是考慮如何將其應用到動畫中，最終創造出了一個非常令人信服的角色。」
在配音方面，迪士尼最初未能找到合適的白雪公主配音。約150位女孩參加了試鏡，其中包括一些著名女演員如狄安娜·窦萍，但她們的聲音都未達到華特的要求。一位助手向音樂教師吉多·卡塞洛提抱怨說，找不到合適的歌手，這時卡塞洛提決定讓他的20歲女兒阿德里亚娜·卡塞洛蒂來試音。阿德里安娜用年輕女孩的聲音唱歌，試鏡導演聽後非常喜歡，並邀請她來試鏡。華特·迪士尼聽到她的聲音後，立刻決定讓她出演白雪公主一角，並與她簽訂了長達多頁的合同。為了保持角色的神秘性，迪士尼要求她在電影首映之前不得在其他電影或電台節目中再用她的聲音演唱。阿德里安娜為此獲得了970美元（相當於今天的21,217美元）。

### 環境
《白雪公主》中的故事背景並未明確指出具體地點，但根據片中的細節，故事似乎發生在德國的黑林山地區。片中的「小矮人們的家被雕刻木製家具和樂器裝飾」這些細節暗示了德國的木雕傳統。
根據BuzzFeed的分析，白雪公主很可能是一位德國女性，並推測如果要“歷史準確”地描繪白雪公主，她應該在16世紀的神聖羅馬帝國的“嚴格而宗教化的”文化中成長。

## 表徵和設計
白雪公主被塑造一名一位天真、善良、溫柔、甜美且快樂的公主。她的慷慨、信任和樂於助人的性格有時會帶來麻煩，因為有些人可能會利用她的這些特質，尤其是她的虛榮而邪惡的繼母。儘管她個性溫柔、語氣輕聲，但她也能展現活力、堅定和略帶諷刺的態度，例如當她告訴七矮人要洗手，或在她斥責化身為老婦人的皇后時，說她“嚇到了可憐的老太太”。白雪公主具有母性、富有同情心， 並且享受為可愛的七個小矮人打理家務，等待著再度與她心愛的王子重逢。她以她的善良和宛如仙女般的美貌，贏得了王國中所有生物的青睞，唯一不被迷倒的就是她的繼母皇后。此外，白雪公主還展現了極大的韌性和在困境面前的內心堅強。
在原版電影中，白雪公主擁有黑色的短髮、棕色的眼睛和雪白的肌膚。她化妝非常簡單，臉頰和嘴唇的紅色與她被下毒的蘋果的紅色相呼應。她還處於青春期，並未完全成為成年人。她圓潤的臉型是典型的象徵著健康和善良的特徵。白雪公主的服裝具有傳統女性化的風格，且非常保守，盡可能地遮掩身體。她的主要服裝是一條長裙，帶有白色領口、藍色的蓬鬆袖子和紅色的條紋，還有一條黃色的裙子，裡面有自製的白色襯裙。她的服裝搭配一件棕色的斗篷，裡襯紅色，還穿著高跟鞋，每雙鞋上都有一條像蝴蝶結的緞帶，頭髮上也繫著紅色的絲帶。

## 劇情
白雪公主首次出現在電影《白雪公主》（1937年）中，故事發生在「遙遠的異國」，「許多許多年前」，大約是在城堡、騎士、公主、浪漫、魔法與女巫流傳的童話時代 。在故事中，一位神秘而冰冷美麗的女性憑藉魔法力量成為王后（1938年的宣傳手冊暗示，她之所以能施展邪惡的巫術，是因為曾將「自己的身心獻給德國哈茨山的邪靈」）。
在故事中，白雪公主年幼時，母后去世，父王再娶，然而，她的繼母新王后是一名心狠手辣的女巫。並在國王去世後掌握了整個王國的統治權。「從那時起，殘酷的王后便開始獨裁統治，她的一言一行即為法律，所有人都對她的憤怒感到恐懼。」，女王擁有一面魔鏡，能回答她的問題。每天，她都會問：「魔鏡，魔鏡，誰是國土上最美之人？」只要魔鏡回答是她，白雪公主便倖免於難。然而，王后始終擔憂白雪公主的美貌將來會超過自己，於是讓她穿上女傭裝，負責城堡清潔。
直到某日，魔鏡回答繼母后國土上還有一位比她更美的女子時，終於燃起了她巨大的怒火，魔鏡回答：「有一位少女比您更美，她嘴唇紅如玫瑰，頭髮黑如檀木，肌膚白如雪。」王后怒不可遏，決意殺害白雪公主，命令獵人帶她到草地採花，趁機將她殺害，並取其心臟裝入盒中作為證明。然而，獵人不忍痛下殺手，告訴白雪公主，王后不會善罷甘休，勸她逃往森林，並再三叮囑她永遠不要回來。
白雪公主在動物的幫助下找到七個小矮人的茅屋，發現屋內凌亂，推測他們沒有母親，便決定留下來照顧他們，打掃房屋。當晚，她疲憊地倒在床上熟睡。小矮人回家時見屋內燈光亮著，以為闖入妖怪，掀開被子才發現是白雪公主，當誤會解除後，他們舉辦舞會，歡迎她成為家人。另一邊，繼母透過魔鏡得知白雪公主仍然活著，自己手中的只是豬的心臟，憤怒之下調製魔藥變成老婦，並製作毒蘋果，計劃讓白雪公主陷入假死狀態，使小矮人誤以為她已死，將她埋葬。當動物們看到繼母拿出蘋果察覺危險時，試圖干擾卻反被白雪公主驅趕。繼母假裝病倒，成功博取白雪公主的同情，獲得信任後讓她咬下毒蘋果。白雪公主昏倒後繼母得意離開，卻遇上趕來的小矮人，於是逃至懸崖，最終被雷劈中墜崖身亡。
小矮人悲痛不已，見白雪公主宛如沉睡，不忍埋葬，製作水晶靈柩日夜守護。一年後，曾與白雪公主一見鍾情的王子聞訊趕來，吻別時意外解開魔咒，白雪公主甦醒。小矮人欣喜歡舞，最終王子帶著白雪公主回城堡，從此幸福地生活在一起。

### 遊覽景點
1955年，演員兼舞蹈家喬安·迪恩·基林斯沃斯成為首位在迪士尼樂園扮演白雪公主的真人演員，受聘於同年7月17日樂園開幕活動。她也是當時唯一擁有獨立花車的迪士尼公主，在開幕日的美國小鎮大街遊行中亮相。自她在1955年首次扮演白雪公主以來，已有超過100位女演員在迪士尼樂園詮釋過這個角色。
白雪公主的驚魂歷險是一款以白雪公主故事為主題的黑暗遊樂設施，分別設置於迪士尼樂園、東京迪士尼樂園及巴黎迪士尼樂園的夢幻樂園區（Fantasyland）。該設施是1955年迪士尼樂園開幕時仍在營運的少數原始遊樂設施之一。然而，在2012年5月，該遊樂設施於佛羅里達迪士尼世界關閉，並成為新夢幻樂園（New Fantasyland）擴建計劃的一部分。
此外，白雪公主經常在迪士尼各大樂園與遊客互動。例如，在神奇王國的灰姑娘皇家餐廳（Cinderella’s Royal Table）、艾波卡特（Epcot）的阿克斯胡斯餐廳（Akershus Restaurant）和德國館（Germany Pavilion）皆能見到她的身影。在加州迪士尼樂園，她通常會出現在夢幻樂園的公主皇家大廳（Princess Royal Hall）、美國小鎮大街，或是睡美人城堡旁的許願井。此外，她曾是迪士尼加州冒險樂園中的可互動角色，直至2018年1月愛莉兒的洞穴（Ariel’s Grotto）關閉。在巴黎迪士尼樂園，她經常出現在夢幻樂園的公主亭（Princess Pavilion）或仙杜瑞拉餐廳（Auberge de Cendrillon）。而在香港迪士尼樂園，她時常會出現在許願井附近；東京迪士尼樂園則可在夢幻樂園或世界市集（World Bazaar）見到她。在迪士尼郵輪上，白雪公主偶爾也會在特定航程中登場。

### 《迪士尼公主》系列
白雪公主是跨媒體製作迪士尼公主品牌的官方成員，該品牌面向年輕女孩，涵蓋雜誌、音樂專輯、玩具、服飾、文具等多種商品。
她也出現在與迪士尼公主相關的電子遊戲和影視作品中。例如，在《米奇妙妙屋》中客串演出，並在知名遊戲《王國之心系列》中成為七位「純潔公主」（Princesses of Heart）之一。她首次於遊戲《王國之心》中登場，被黑魔女（Maleficent）俘虜，並在前傳遊戲《王國之心_夢中降生》中再次回歸。此外，她還在《迪士尼魔法世界》中登場，遊戲內包含與她相關的家具及服裝項目；同時，她也是遊戲《迪士尼魔法王國》中的可操控角色。
在2014年動畫影集《小公主蘇菲亞》的「魔法盛宴」（The Enchanted Feast）集中，她以客串角色登場，向蘇菲亞講述自己如何被繼母變裝欺騙，幫助蘇菲亞識破訪客女巫其實是老對手奈圖（Miss Nettle）。
她還與其他迪士尼公主一同出現在2018年電影《無敵破壞王2：網路大暴走》中，該片對「迪士尼公主工業體系」進行了幽默自嘲，她們後來也換上各自背景故事啟發的現代服裝。

### 其他影視作品
白雪公主曾於1970年代的音樂劇改編版中登場，由瑪麗·喬·薩萊諾（Mary Jo Salerno）飾演，該版本的錄影帶在1980年代初於電視播出。
在電視影集中，她在情境喜劇《歡樂滿屋》第六季《The House Meets The Mouse》第二部分中登場。此外，她也在多部迪士尼動畫電影中客串，包括1988年電影《谁陷害了兔子罗杰》的卡通鎮場景，以及2004年的《狮子王1½，在該片中與七名小矮人及其他迪士尼角色一同觀看電影。
在ABC電視劇《童话镇》中，白雪公主有不同的詮釋版本，劇中她是國王利奧波德（King Leopold）與王后伊娃（Queen Eva）的女兒，後來成為邪惡王后（Regina Mills）的繼女。她與白馬王子（Prince Charming）為真愛伴侶，並是愛瑪·斯旺（Emma Swan）與王子尼爾（Prince Neal）的母親，同時也是亨利·米爾斯（Henry Mills）的祖母。在現代世界的故事鎮（Storybrooke）中，她以瑪麗·瑪格麗特·布蘭查德（Mary Margaret Blanchard）之名登場，是故事鎮小學的教師。
在迪士尼頻道原創電影《星光繼承者》中，她以奧勒頓王國（Auradon）新聞記者的身分出現，報導當地的新聞動態。
2023年8月18日，白雪公主作為主要角色之一，出現在樂高動畫特別篇《樂高迪士尼公主：城堡歷險》，該片於Disney+上線。
她也在迪士尼百年紀念短片《從前有間工作室－迪士尼繪夢100年》）中登場，並與木蘭及艾莎共同演唱〈當你願望成真〉，最終與王子一同出現在大合照中。
在2025年上映的迪士尼真人版改編電影中，白雪公主由瑞秋·曾格勒飾演。

## 評價和影響

### 專業評價
對於白雪公主這個角色的批評反響存在分歧。《電視指南》將白雪公主形容為「標誌性、獨特且無可比擬」，並寫道：「華特的女主角再也不會擁有這樣的幻想歌聲，因此，她成為了許多動畫大師最喜愛的女主角。」《新共和》的奧蒂斯·費格森則簡單地稱白雪公主為「典型的童話公主」、「正是你所期待的那種角色」。《綜藝》的約翰·C·弗林認為白雪公主是「女孩甜美與善良的化身，體現在她對森林裡的小鳥和小動物的愛，這些動物成為了她的朋友，並最終拯救了她」。
然而，現代批評者則認為白雪公主「缺乏勇氣，與後來的迪士尼女英雄不同」，而她與王子的關係則顯得缺乏化學反應。《芝加哥太陽報》的羅傑·艾伯特認為，如果《白雪公主》……主要講述的是白雪公主的故事，它可能會在1937年首映後迅速被遺忘，並且今天只會因為歷史原因而被珍藏。艾伯特接著寫道：「白雪公主，說實話，是個有些無聊的角色，她並不是一個行動派，而是讓其他角色採取行動的存在。」他還描述迪士尼將電影的名稱與電影的主題混淆，認為這是一個「錯誤」，因為這部電影更關注的是小矮人和邪惡皇后，而非白雪公主。
《華盛頓郵報》的德森·霍伊寫道：「魔鏡的判斷完全錯誤：邪惡的皇后才是這片土地上最美的人。」並且認為白雪公主缺乏「真實感」。《Time Out》則評論道：「白雪公主可能顯得過於可愛，讓人幾乎無法忍受。」

### 獎項與榮譽
白雪公主因在《白雪公主》中扮演著一個年輕的公主角色，她努力逃脫邪惡繼母的控制。這個角色為她贏得了許多獎項，包括威尼斯電影節的「桂冠藝術獎」、紐約電影評論家協會的獎項，以及美國電影藝術與科學學院的獎項。還有一個定制的榮譽奧斯卡金像獎，包含一個標準的奧斯卡小金人和七個小金人，分別代表七個小矮人。

### 商標
2013年6月18日，美国专利商标局批准了迪士尼公司於2008年11月19日提交的「白雪公主」商標申請，該商標涵蓋了所有與現場與錄製的電影、電視、廣播、舞台、電腦、網路、新聞和攝影娛樂有關的使用，唯獨不包括小說與非小說類的文學作品。

## 文化影響和意義

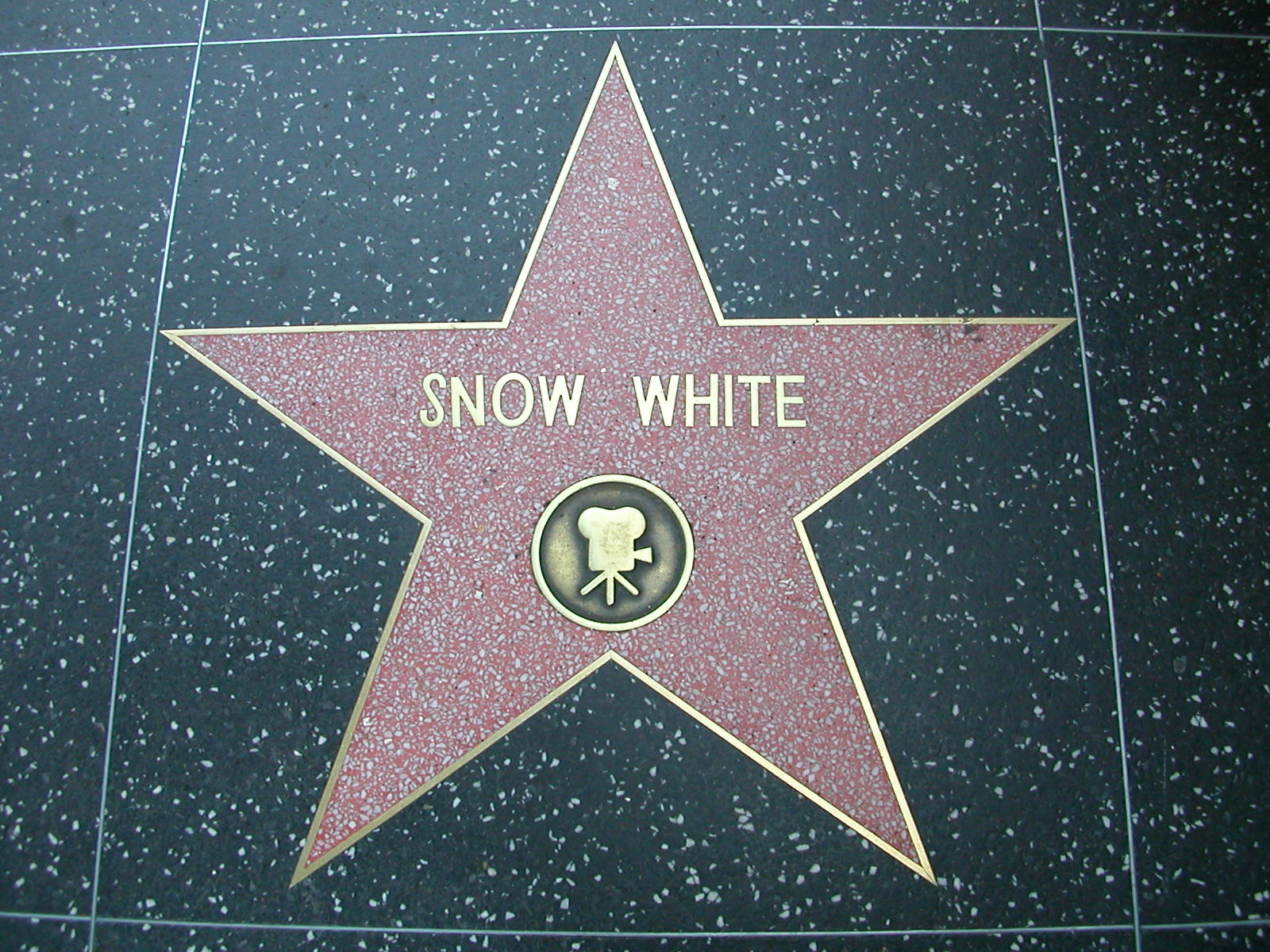
好萊塢星光大道上的白雪公主之星。

白雪公主是首位迪士尼公主，也是迪士尼公主系列的先驅。她的角色為後來的迪士尼女主角們奠定了基礎。被廣泛譽為「最美麗的存在」，《影視雜誌》將白雪公主評為「最偉大的迪士尼公主」，並稱：「白雪公主是迪士尼公主的開創者，她可能是最令人難忘的。她具備了你在想到公主時會聯想到的一切：純真、美麗、善良和優雅。」《聖安東尼奧快報》將她列為史上最著名的虛構公主之一。MTV將白雪公主排在“史上最佳迪士尼公主”的第三位。Teen Vogue也將她列入「史上十大最佳迪士尼公主」，並表示：「白雪公主讓我們看到，即使在不太可能的地方也能交到朋友，並且永遠不要放棄你的樂觀精神。」
1987年，白雪公主成為首位獲得好萊塢星光大道星星的女性虛構角色。她被評為內華達州最受歡迎的迪士尼公主，並於2018年被英國評選為最受喜愛的公主。《時代雜誌》將她排名為第三位最受歡迎的迪士尼公主（根據自2013年5月以來的eBay銷售額）。此外，白雪公主在票房收入方面也是最成功的迪士尼公主。

### 時尚影響
藝術歷史學家卡門尼塔·希金博瑟姆解釋了華特·迪士尼的白雪公主如何成為大蕭條時期美國女性的象徵，並表示：「白雪公主是1930年代文化的完美體現。」《國家報》也討論了像白雪公主這樣的卡通角色如何影響時尚。卡地亞曾於1937年創作了一款紀念迪士尼首部動畫電影的吊飾手鐲，並且該手鐲在拍賣中賣出了超過預售估價五倍的價格。
2014年，华伦天奴推出了整個以白雪公主為靈感的系列“Red Valentino”，這是針對年輕文化的擴展系列。2018年，蔻驰與迪士尼合作推出第三個聯名系列“A Dark Fairytale Collection”，其中包含來自《睡美人》和《白雪公主與七個小矮人》的圖騰。Stylist將白雪公主的黑色波波頭和蒼白肌膚列為他們評選的“最佳迪士尼美妝造型”之一。Sennet Frères則推出了一個婚禮服系列，靈感來自白雪公主、灰姑娘和貝兒。

## 外部連結
- 迪士尼公主网站上的白雪公主 （页面存档备份，存于）资料